# Championnat de France féminin de football 2011-2012
Navigation
Édition précédente Édition suivante
La Division 1 2011-2012  est la 38e édition du championnat de France féminin de football. Le premier niveau du championnat féminin oppose douze clubs français en une série de vingt-deux rencontres jouées durant la saison de football. La compétition débute le samedi 3 septembre 2011 et s'achève le dimanche 3 juin 2012.
Les deux premières places du championnat sont qualificatives pour la Ligue des champions féminine de l'UEFA alors que les trois dernières places sont synonymes de relégation en Division 2.
Lors de l'exercice précédent, le FC Vendenheim, l'ASJ Soyaux et l'AS Muretaine ont gagné le droit d'évoluer dans cette compétition après avoir respectivement fini premier de leur groupe de seconde division.
L'Olympique lyonnais et le Paris Saint-Germain, respectivement champion et vice-champion en 2011, sont quant à eux les représentants français en Ligue des champions féminine de l'UEFA 2011-2012.
À l'issue de la saison, l'Olympique lyonnais décroche son dixième titre de champion de France, le sixième d'affilée, au terme d'une saison à suspense, puisque le titre s'est joué lors de la dernière journée du championnat lors d'une "finale", l'opposant au FCF Juvisy (3-0). Dans le bas du classement, le FCF Hénin-Beaumont, l'ASJ Soyaux et l'AS Muretaine sont relégués après respectivement neuf et une saisons, pour les deux derniers, au plus haut niveau.
| \| Olympique lyonnais Paris Saint-Germain Montpellier HSC FCF Juvisy AS Saint-Étienne Rodez AF FCF Hénin-Beaumont EA Guingamp FF Yzeure FC Vendenheim ASJ Soyaux AS Muretaine \| Localisation des clubs engagés dans le championnat. |
| Olympique lyonnais Paris Saint-Germain Montpellier HSC FCF Juvisy AS Saint-Étienne Rodez AF FCF Hénin-Beaumont EA Guingamp FF Yzeure FC Vendenheim ASJ Soyaux AS Muretaine                                                           |

## Présentation
Comme la saison dernière et à la suite du bon coefficient UEFA de la France, les deux premières places du championnat sont qualificatives pour la Ligue des champions. Les Lyonnaises, championnes de France en titre, remettent leur trophée en jeu tout en disputant en parallèle la Ligue des champions dont elles sont également les tenantes. Deuxième du dernier championnat, le Paris SG participe également à cette compétition. Les deux équipes entrent dans la compétition directement en seizièmes de finale. Les douze équipes participant au championnat sont qualifiées pour la Coupe de France 2011-2012. Comme la saison passée, les équipes entrent en compétition à partir des trente-deuxièmes de finale et non plus à partir des seizièmes, ce qui oblige chaque équipe à jouer un match supplémentaire par saison si elle veut détrôner l'AS Saint-Étienne vainqueur de l'édition précédente.
En remplacement du Mans FC, du Toulouse FC et de ESOFV La Roche-sur-Yon, les trois équipes reléguées en fin de saison dernière, trois nouveaux clubs font leur apparition en Division 1, le FC Vendenheim vainqueur du groupe A de Division 2, l'ASJ Soyaux vainqueur du groupe B et l'AS Muretaine premier du groupe C, qui accèdent pour la première fois à l'élite nationale. Comme la saison passée, trois équipes sont reléguées en fin de saison en division 2 alors que le même nombre d'équipe les remplacent pour la saison suivante.
Le FF Yzeure met en place une nouvelle équipe technique lors de cette saison : Patrice Degironde remplaçant Johnny Kari qui devient directeur technique du club. Philippe Piette entraîneur du FCF Hénin-Beaumont quitte ses fonctions le 29 mai 2011 et est remplacé par Yannick Ansart.
Le 18 août 2011, le Stade briochin officialise son rattachement au club de l'En Avant de Guingamp. Toutes les équipes féminines briochines porteront dorénavant le nom de l'En Avant de Guingamp.

## Participants
Ce tableau présente les douze équipes qualifiées pour disputer le championnat 2011-2012. On y trouve le nom des clubs, le nom des entraîneurs et leur nationalité, la date de création du club, l'année de la dernière montée au sein de l'élite, leur classement de la saison précédente, le nom des stades ainsi que la capacité de ces derniers.
Légende des couleurs
- Qualifié pour les seizièmes de finale de la Ligue des champions 2011-2012.
- Promu de Division 2.

| Nom du club        | Entraîneur            | Date de création | Dernière montée | Classement 2010-2011 | Stade                      | Capacité | Victoires en championnat |
| ------------------ | --------------------- | ---------------- | --------------- | -------------------- | -------------------------- | -------- | ------------------------ |
| Olympique lyonnais | Patrice Lair          | 1970             | 1978            | 1                    | Plaine des Jeux de Gerland | 2 200    | 9                        |
| Paris SG           | Camillo Vaz           | 1971             | 2001            | 2                    | Stade Georges-Lefèvre      | 3 500    | /                        |
| Montpellier HSC    | Sarah M'Barek         | -                | 1997            | 3                    | Stade Jules Rimet          | 500      | 2                        |
| FCF Juvisy         | Sandrine Mathivet     | 1971             | 1986            | 4                    | Stade Georges-Maquin       | 2 000    | 6                        |
| AS Saint-Étienne   | Hervé Didier          | 1977             | 2007            | 5                    | Stade Léon-Nautin          | 1 500    | /                        |
| Rodez AF           | Franck Plenecassagne  | 1993             | 2010            | 6                    | Stade de Vabre             | 400      | /                        |
| FCF Hénin-Beaumont | Yannick Ansart        | 1972             | 2003            | 7                    | Stade Octave-Birembaut     | 3 000    | /                        |
| EA Guingamp        | Adolphe Ogouyon       | 1973             | 2006            | 8                    | Stade Fred-Aubert          | 13 500   | 1                        |
| FF Yzeure          | Patrice Degironde     | 1999             | 2008            | 9                    | Stade de Bellevue          | 2 164    | /                        |
| FC Vendenheim      | Dominique Steinberger | 1974             | 2011            | D2                   | Stade Waldeck              | -        | /                        |
| ASJ Soyaux         | Corinne Diacre        | 1968             | 2011            | D2                   | Stade Léo-Lagrange         | 400      | 1                        |
| AS Muretaine       | Madjid Alliche        | -                | 2011            | D2                   | Stade Clément-Ader         | 3 000    | /                        |

## Compétition

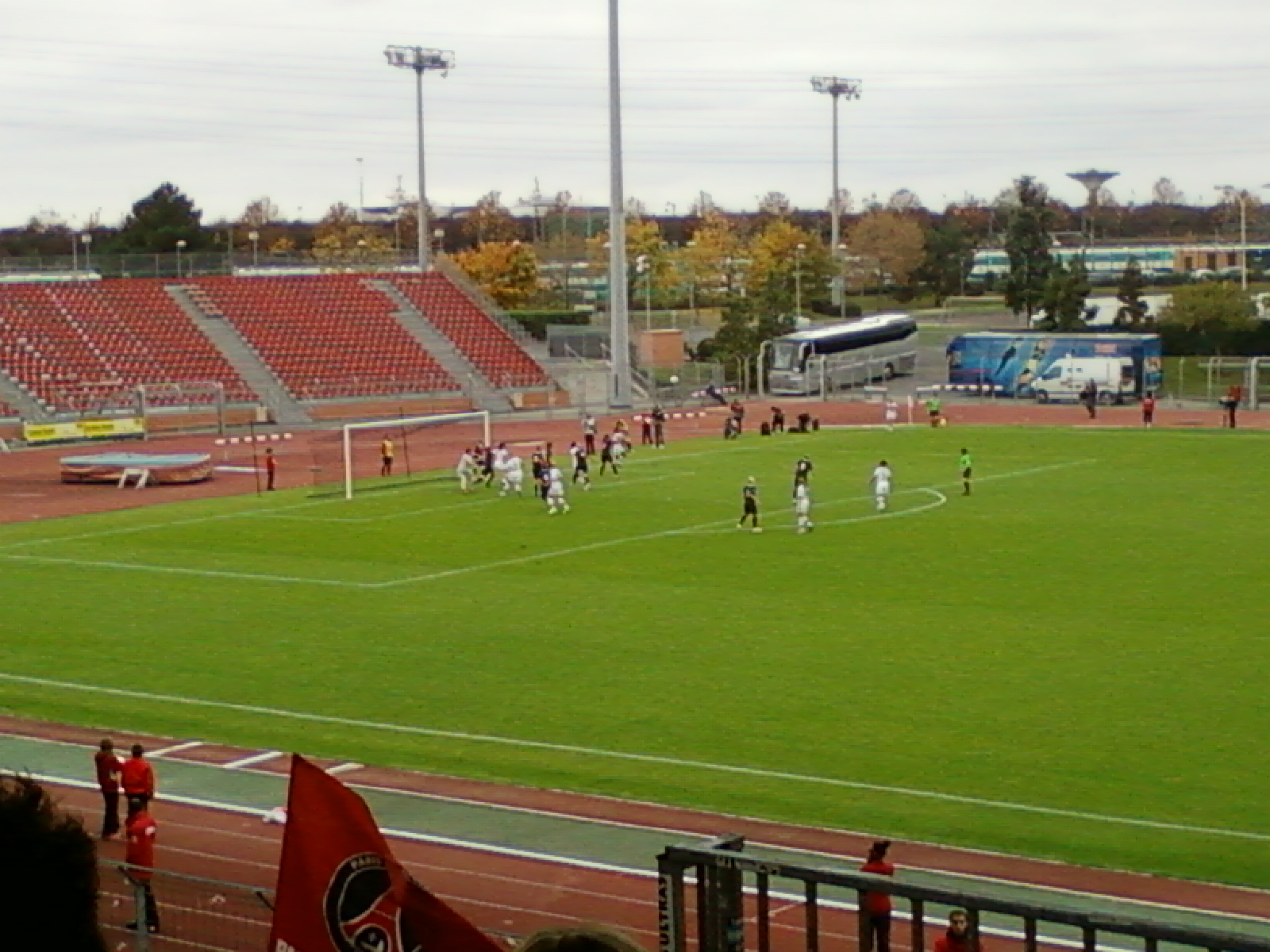
Match PSG - OL du 30 octobre 2011 au Stade Dominique-Duvauchelle

### Classement
Le classement est calculé avec le barème de points suivant : une victoire vaut quatre points, le match nul deux et la défaite un.
Les critères utilisés pour départager en cas d'égalité au classement sont les suivants :
1. classement aux points des matchs joués entre les clubs ex æquo ;
2. différence entre les buts marqués et les buts concédés par chacun d’eux au cours des matchs qui les ont opposés ;
3. différence entre les buts marqués et les buts concédés sur la totalité des matchs joués dans le championnat ;
4. plus grand nombre de buts marqués sur la totalité des matchs joués dans le championnat ;
5. en cas de nouvelle égalité, une rencontre supplémentaire aura lieu sur terrain neutre avec, éventuellement, l’épreuve des tirs au but.

| Rang | Équipe                  | Pts | J  | G  | N | P  | Bp  | Bc | Diff |
| ---- | ----------------------- | --- | -- | -- | - | -- | --- | -- | ---- |
| 1    | Olympique lyonnais T CF | 82  | 22 | 19 | 3 | 0  | 119 | 3  | +116 |
| 2    | FCF Juvisy              | 78  | 22 | 18 | 2 | 2  | 62  | 21 | +41  |
| 3    | Montpellier HSC         | 76  | 22 | 17 | 3 | 2  | 74  | 17 | +57  |
| 4    | Paris SG                | 66  | 22 | 13 | 5 | 4  | 47  | 23 | +24  |
| 5    | AS Saint-Étienne        | 50  | 22 | 8  | 4 | 10 | 33  | 38 | -5   |
| 6    | EA Guingamp             | 48  | 22 | 7  | 5 | 10 | 25  | 48 | -23  |
| 7    | FC Vendenheim P         | 47  | 22 | 7  | 4 | 11 | 39  | 68 | -29  |
| 8    | Rodez AF                | 46  | 22 | 7  | 3 | 12 | 29  | 40 | -11  |
| 9    | FF Yzeure               | 45  | 22 | 5  | 8 | 9  | 31  | 50 | -19  |
| 10   | FCF Hénin-Beaumont      | 44  | 22 | 6  | 4 | 12 | 27  | 72 | -45  |
| 11   | ASJ Soyaux P            | 28  | 22 | 2  | 0 | 20 | 19  | 68 | -49  |
| 12   | AS Muretaine P          | 28  | 22 | 1  | 3 | 18 | 14  | 71 | -57  |

| Légende : | Légende : |
| --------- | --- |
|           | Qualifié pour la Ligue des champions 2012-2013 (Seizièmes de finale). |
|           | Relégué en Division 2. |
|           | T Tenant du titre. P Promu de Division 2. CF Vainqueur de la Coupe de France 2011-2012. Pts points ; G victoires ; N match nuls ; P défaites Bp buts marqués ; Bc buts encaissés ; Diff différence de buts |

### Résultats

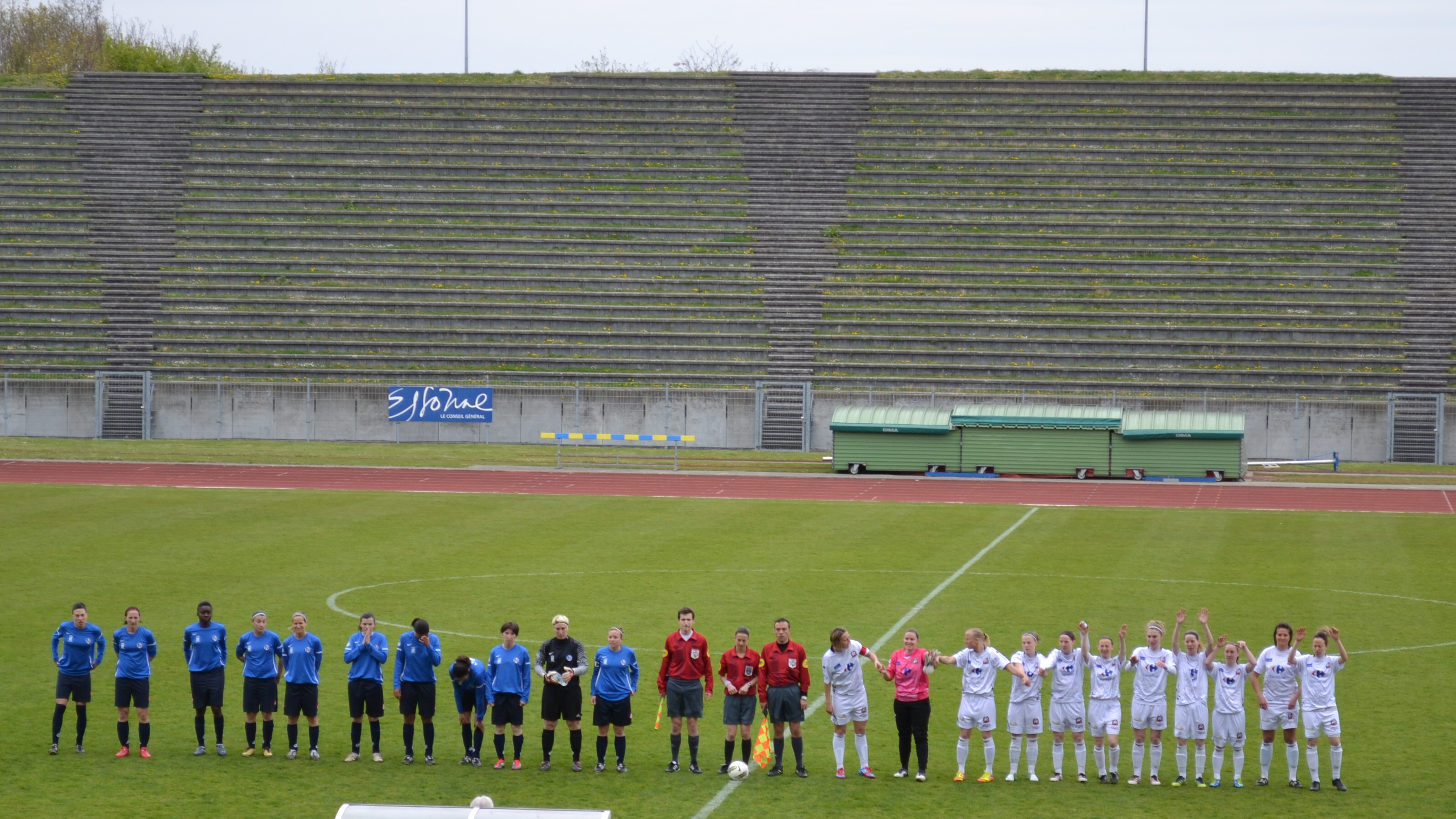
Rencontre de la 17e journée, FCF Juvisy - AS Muretaine au stade Robert Bobin.

Source : Championnat de France de D1 2011-2012 - Calendrier, sur statsfootofeminin.fr
| Résultats (▼dom., ►ext.)                                   | Gui | Hén | Juv | Lyo  | Mon | Mur  | Par | Rod | Sai | Soy | Ven  | Yze |
| EA Guingamp                                                |     | 1-1 | 0-3 | 0-5  | 0-3 | 2-1  | 0-0 | 2-1 | 0-0 | 4-3 | 3-2  | 2-2 |
| FCF Hénin-Beaumont                                         | 6-0 |     | 0-9 | 1-6  | 0-6 | 1-1  | 0-4 | 3-1 | 1-0 | 0-4 | 4-2  | 1-1 |
| FCF Juvisy                                                 | 2-0 | 5-2 |     | 0-3  | 2-1 | 4-0  | 1-0 | 4-2 | 1-0 | 5-0 | 6-3  | 2-1 |
| Olympique lyonnais                                         | 7-0 | 9-0 | 1-1 |      | 1-0 | 11-0 | 3-0 | 7-0 | 7-0 | 6-0 | 10-0 | 8-0 |
| Montpellier HSC                                            | 4-2 | 5-1 | 0-0 | 1-1  |     | 8-0  | 4-2 | 1-0 | 4-0 | 4-3 | 5-0  | 4-0 |
| AS Muretaine                                               | 0-3 | 2-3 | 0-3 | 0-3  | 0-4 |      | 1-5 | 0-1 | 0-5 | 1-2 | 1-2  | 1-1 |
| Paris SG                                                   | 2-0 | 2-0 | 1-3 | 0-0  | 1-1 | 3-0  |     | 2-0 | 3-2 | 2-0 | 4-1  | 5-2 |
| Rodez AF                                                   | 0-1 | 3-1 | 1-2 | 0-4  | 1-2 | 3-2  | 1-1 |     | 1-0 | 2-0 | 3-3  | 0-1 |
| AS Saint-Étienne                                           | 1-1 | 3-0 | 4-1 | 0-3  | 1-6 | 3-1  | 1-2 | 2-2 |     | 1-0 | 0-0  | 1-0 |
| ASJ Soyaux                                                 | 1-4 | 0-1 | 0-2 | 0-8  | 0-6 | 0-1  | 1-2 | 0-5 | 0-4 |     | 1-2  | 2-4 |
| FC Vendenheim                                              | 2-0 | 7-0 | 1-3 | 0-10 | 1-3 | 3-1  | 0-4 | 2-1 | 1-3 | 2-1 |      | 3-3 |
| FF Yzeure                                                  | 2-0 | 1-1 | 1-3 | 0-6  | 1-2 | 1-1  | 2-2 | 0-1 | 4-2 | 2-1 | 2-2  |     |
| - Victoire à domicile - Match nul - Victoire à l'extérieur |     |     |     |      |     |      |     |     |     |     |      |     |

## Bilan de la saison
| Championnat de France féminin de football 2011-2012 |                               |
| Champion                                            | Olympique lyonnais (6e titre) |
| Dauphin                                             | FCF Juvisy                    |
| Coupes et trophées                                  |                               |
| Vainqueur Coupe de France 2011-2012                 | Olympique lyonnais            |
| Qualifications continentales                        |                               |
| Ligue des champions 2012-2013                       | Olympique lyonnais            |
| Ligue des champions 2012-2013                       | FCF Juvisy                    |
| Promotions et relégations                           |                               |
| Promus en Division 1                                | Toulouse FC                   |
| Promus en Division 1                                | FF Issy                       |
| Promus en Division 1                                | Arras FCF                     |
| Relégués en Division 2                              | AS Muretaine                  |
| Relégués en Division 2                              | ASJ Soyaux                    |
| Relégués en Division 2                              | FCF Hénin-Beaumont            |

## Statistiques
Leader du championnat
Évolution du classement
- Qualifié pour la phase finale de la Ligue des champions.
- Relégué en Division 2.

| Club               | 1  | 2  | 3  | 4  | 5  | 6  | 7  | 8  | 9  | 10 | 11 | 12 | 13 | 14 | 15 | 16 | 17 | 18 | 19 | 20 | 21 | 22 |
| ------------------ | -- | -- | -- | -- | -- | -- | -- | -- | -- | -- | -- | -- | -- | -- | -- | -- | -- | -- | -- | -- | -- | -- |
| Olympique lyonnais | 1  | 1  | 3  | 3  | 2  | 1  | 2  | 2  | 2  | 2  | 2  | 2  | 2  | 1  | 1  | 1  | 1  | 2  | 3  | 1  | 1  | 1  |
| Paris SG           | 4  | 3  | 2  | 2  | 1  | 2  | 3  | 4  | 4  | 4  | 4  | 4  | 4  | 3  | 4  | 4  | 4  | 4  | 4  | 4  | 4  | 4  |
| Montpellier HSC    | 5  | 4  | 4  | 4  | 4  | 4  | 7  | 3  | 3  | 3  | 3  | 3  | 3  | 4  | 3  | 3  | 3  | 3  | 2  | 3  | 3  | 3  |
| FCF Juvisy         | 2  | 2  | 1  | 1  | 3  | 3  | 1  | 1  | 1  | 1  | 1  | 1  | 1  | 2  | 2  | 2  | 2  | 1  | 1  | 2  | 2  | 2  |
| AS Saint-Étienne   | 9  | 10 | 7  | 10 | 7  | 6  | 5  | 5  | 5  | 5  | 5  | 5  | 5  | 5  | 5  | 5  | 6  | 5  | 5  | 5  | 5  | 5  |
| Rodez AF           | 10 | 7  | 6  | 6  | 5  | 5  | 8  | 8  | 8  | 9  | 9  | 9  | 9  | 8  | 8  | 6  | 9  | 9  | 7  | 7  | 7  | 8  |
| FCF Hénin-Beaumont | 6  | 9  | 11 | 11 | 12 | 12 | 12 | 11 | 10 | 10 | 10 | 10 | 10 | 10 | 10 | 10 | 10 | 10 | 10 | 10 | 10 | 10 |
| EA Guingamp        | 3  | 5  | 5  | 5  | 6  | 8  | 7  | 7  | 7  | 8  | 7  | 6  | 8  | 9  | 7  | 7  | 8  | 7  | 9  | 9  | 8  | 6  |
| FF Yzeure          | 7  | 8  | 10 | 8  | 9  | 7  | 6  | 6  | 6  | 6  | 6  | 7  | 6  | 6  | 6  | 8  | 7  | 8  | 8  | 8  | 9  | 9  |
| FC Vendenheim      | 12 | 12 | 9  | 7  | 8  | 9  | 9  | 9  | 9  | 7  | 8  | 8  | 7  | 7  | 9  | 9  | 5  | 6  | 6  | 6  | 6  | 7  |
| ASJ Soyaux         | 11 | 11 | 12 | 12 | 11 | 11 | 11 | 12 | 12 | 12 | 12 | 11 | 11 | 11 | 11 | 11 | 11 | 12 | 11 | 11 | 11 | 11 |
| AS Muretaine       | 8  | 6  | 8  | 9  | 10 | 10 | 10 | 10 | 11 | 11 | 11 | 12 | 12 | 12 | 12 | 12 | 12 | 11 | 12 | 12 | 12 | 12 |

Moyennes de buts marqués par journée
Ce graphique représente le nombre de buts marqués lors de chaque journée. Il est également indiqué la moyenne total sur la saison qui est de 23,59 buts/journée.
| Cls | Joueuse           | Club               | Buts |
| --- | ----------------- | ------------------ | ---- |
| 1   | Eugénie Le Sommer | Olympique lyonnais | 22   |
| 2   | Lotta Schelin     | Olympique lyonnais | 20   |
| 3   | Camille Abily     | Olympique lyonnais | 15   |
| 3   | Elodie Thomis     | Olympique lyonnais | 15   |
| 5   | Gaëtane Thiney    | FCF Juvisy         | 14   |
| 6   | Hoda Lattaf       | Montpellier HSC    | 13   |
| 6   | Camille Catala    | AS Saint-Étienne   | 13   |
| 8   | Marie-Laure Delie | Montpellier HSC    | 12   |
| 9   | Anaïs Ribeyra     | FF Yzeure          | 11   |
| 10  | Kenza Dali        | Paris SG           | 10   |
| 10  | Julie Machart     | FCF Juvisy         | 10   |
| 10  | Joanna Schwartz   | FC Vendenheim      | 10   |
| 13  | 6 joueuses        | 6 joueuses         | 9    |
| 19  | 5 joueuses        | 5 joueuses         | 8    |
| 24  | 3 joueuses        | 3 joueuses         | 7    |
| 27  | 3 joueuses        | 3 joueuses         | 6    |
| 30  | 5 joueuses        | 5 joueuses         | 5    |
| 35  | 16 joueuses       | 16 joueuses        | 4    |
| 51  | 13 joueuses       | 13 joueuses        | 3    |
| 64  | 25 joueuses       | 25 joueuses        | 2    |
| 89  | 39 joueuses       | 39 joueuses        | 1    |

| Cls | Joueuse               | Club               | Passes |
| --- | --------------------- | ------------------ | ------ |
| 1   | Hoda Lattaf           | Montpellier HSC    | 19     |
| 2   | Elodie Thomis         | Olympique lyonnais | 13     |
| 3   | Eugénie Le Sommer     | Olympique lyonnais | 11     |
| 4   | Gaëtane Thiney        | FCF Juvisy         | 10     |
| 5   | Sonia Bompastor       | Olympique lyonnais | 9      |
| 6   | Louisa Necib          | Olympique lyonnais | 8      |
| 6   | Lotta Schelin         | Olympique lyonnais | 8      |
| 8   | Amélie Coquet         | FCF Juvisy         | 7      |
| 8   | Aya Sameshima         | Montpellier HSC    | 7      |
| 8   | Cynthia Gueheo-Djetou | FF Yzeure          | 7      |
| 11  | 3 joueuses            | 3 joueuses         | 6      |
| 14  | 1 joueuse             | 1 joueuse          | 5      |
| 15  | 10 joueuses           | 10 joueuses        | 4      |
| 25  | 8 joueuses            | 8 joueuses         | 3      |
| 33  | 29 joueuses           | 29 joueuses        | 2      |
| 62  | 37 joueuses           | 37 joueuses        | 1      |